# Stefano Borgonovo
Pour les articles homonymes, voir Borgonovo.
Stefano Borgonovo (né le 17 mars 1964 à Giussano en Lombardie et mort le 27 juin 2013 à Giussano) est un footballeur  et entraineur italien, qui évoluait au poste d'attaquant.
En 2008, il a créé la Fondazione Stefano Borgonovo Onlus, qui soutient la recherche contre la sclérose latérale amyotrophique (SLA) dont il est lui-même atteint. Toujours en 2008, Borgonovo a commencé une collaboration avec le quotidien sportif La Gazzetta dello Sport et avec le site des supporteurs de la Fiorentina.

## Biographie

### La maladie
Une sclérose latérale amyotrophique (SLA) - appelée aussi maladie de Charcot - a été détectée en 2005 chez Stefano Borgonovo. Le 5 septembre 2008, il annonce être malade de la SLA et ne plus être capable de parler sans synthèse vocale. La nouvelle du drame de Borgonovo touche le monde du football italien. À la veille de la Coupe du monde 2010, Gianluigi Buffon et Fabio Cannavaro se déclarent préoccupés par le nombre de footballeurs atteint de cette maladie.

### L'engagement social
Le 21 septembre 2008 au stade Giuseppe Sinigaglia de Côme, à l'occasion du match de championnat entre Côme Calcio et le FC Canavese, un gala a été organisé qui a vu participer le même Borgonovo et nombre de ses anciens coéquipiers et adversaires. La recette de la journée a entièrement été reversée à la Fondation.
Le 8 octobre 2008 au Stade Artemio-Franchi de Florence, la Fiorentina et le Milan AC ont joué un match amical dédié à Borgonovo.
Le 27 mars 2009 au stade Luigi Ferraris de Gênes, le Genoa et la Sampdoria se sont joints à lui et ont disputé une rencontre sous le thème :  « Unis contre la SLA » dont la recette est également versée à la Fondation Borgonovo.
Le 7 septembre 2009 au stade Giuseppe Meazza, c'est au tour des anciennes gloires de l'AC Milan et du Real Madrid de s'unir contre la SLA.
Le 13 avril 2010 au Stade Artemio-Franchi, à l'occasion du match retour de la demi-finale de coupe entre la Fiorentina et l'Inter Milan il est présent dans la Curva Fiesole et lui est remis le Florin d'or, décoration pour un citoyen non-florentin.

## Carrière

### En tant que joueur

#### Les débuts à Côme
Il a débuté en Serie A à quelques jours de son dix-huitième anniversaire, le 14 mars 1982 sous le maillot du Côme Calcio contre Ascoli. Au cours des deux saisons suivantes, il ne parvient pas à s'imposer en équipe première et en 1984, il est prêté  au Sambenedettese Calcio avec lequel il dispute un bon championnat marquants 13 buts. Il revient l'année suivante à Côme, en Serie A, en disputant une nouvelle bonne saison avec 10 buts.

#### Fiorentina
En 1986 il est acheté par le Milan AC qui le prête à Côme pour deux saisons puis à la Fiorentina. Avec le maillot violet, Borgonovo explose en formant avec Roberto Baggio un duo exceptionnel d'attaquants, surnommé B2. Les deux joueurs inscrivent 29 des 44 buts de la Fio : 14 pour Stefano Borgonovo, 15 pour Roberto Baggio. De Borgonovo restent deux buts mémorables : de la tête à la 90e sur un corner de Baggio qui offre la victoire 2-1 sur les rivaux de la Juventus et un autre à la 85e pour le 4-3 contre l'Inter Milan leader et futur champion d'Italie : Borgonovo intercepte la passe en retrait de Giuseppe Bergomi pour Walter Zenga et pousse la balle au fond des filets.
Toujours en 1988, Borgonovo est appelé en sélection nationale le 22 février 1989 contre le Danemark. En un mois, il accumule 3 sélections, qui cependant seront les seules de sa carrière.
Au terme de la saison, le Milan AC, propriétaire de Borgonovo, le rappelle, dans l'espoir de trouver en lui le remplaçant idéal de Pietro Paolo Virdis. Borgonovo veut rester à Florence : il insiste donc auprès d'Adriano Galliani pour un autre prêt, mais sa demande n'est pas exaucée.

#### Milan
Rentré au Milan, Borgonovo peine à s'adapter : il ne comprend pas les schémas d'Arrigo Sacchi et connaît une nostalgie forte pour Florence et la Viola. Malgré cela, ses débuts sont prometteurs : il marque un but dans le 3-0 contre l'AC Cesena en championnat et surtout un coup du chapeau face au Galatasaray SK. Après deux mois, il se blesse gravement au genou.
Opéré à Florence, il rentre après une longue convalescence pour participer à la victoire finale en Coupe des Champions, en marquant deux buts contre le HJK Helsinki et en demi-finale contre le Bayern Munich. Il se révèle vraiment dans les deux demi-finales contre le Bayern : à l'aller le Milan gagne 1-0, au retour Borgonovo marque et malgré la défaite 2-1, le Milan va en finale. Dans les arrêts de jeu, Borgonovo rate le 2-2.

#### Après le Milan
Au terme de la saison, malgré les éloges d'Arrigo Sacchi, qui l'aurait volontiers gardé au Milan, Borgonovo veut retourner à la Fiorentina. Cependant, après sa blessure au genou, il n'est plus le même. La Fio aussi a changé mais après le départ de Roberto Baggio, le nouveau propriétaire, Mario Cecchi Gori, annonce l'arrivée de Borgonovo.
Après deux saisons, 42 matchs et 7 buts en championnat et coupe, Borgonovo quitte la Fiorentina en 1992 et s'établit au Pescara Calcio. À Pescara, il marque 9 buts, mais ne réussit pas à sauver l'équipe de la relégation. En janvier de l'année suivante, Borgonovo revient en serie A à l'Udinese Calcio avec laquelle il marque 5 buts en 12 matchs dont un dans le match du maintien contre l' US Cremonese, 3-3, qui ne suffit pas à empêcher la relégation de l'équipe friulana. Il termine sa carrière en 1996, après la parenthèse d'un an au Brescia Calcio : dans les dernières années, il ne réussit pas à marquer.

### En tant qu'entraîneur
Il se passe quelques années avant que Borgonovo fasse ses premiers pas d'entraîneur, à Côme, avec les différentes formations de jeunes. Il démissionne en 2005 pour raison de santé.

## Statistiques
| Saison                | Club                         | Championnat           | Championnat | Championnat | Coupe(s) nationale(s) | Coupe(s) nationale(s) | Compétition(s) continentale(s) | Compétition(s) continentale(s) | Compétition(s) continentale(s) | Total | Total |
| Saison                | Club                         | Division              | M.          | B.          | M.                    | B.                    | Comp.                          | M.                             | B.                             | M.    | B.    |
| 1981-1982             | Côme Calcio                  | Serie A               | 1           | 0           | 0                     | 0                     | -                              | -                              | -                              | 1     | 0     |
| 1982-1983             | Côme Calcio                  | Serie B               | 17+1        | 1+0         | 2                     | 0                     | -                              | -                              | -                              | 20    | 1     |
| 1983-1984             | Côme Calcio                  | Serie B               | 16          | 2           | 5                     | 0                     | -                              | -                              | -                              | 21    | 2     |
| 1984-1985             | Sambenedettese Calcio (prêt) | Serie B               | 33          | 13          | 5                     | 0                     | -                              | -                              | -                              | 38    | 13    |
| 1985-1986             | Côme Calcio                  | Serie A               | 29          | 10          | 10                    | 3                     | -                              | -                              | -                              | 39    | 13    |
| 1986-1987             | Côme Calcio (prêt)           | Serie A               | 18          | 2           | 0                     | 0                     | -                              | -                              | -                              | 18    | 2     |
| 1987-1988             | Côme Calcio (prêt)           | Serie A               | 15          | 1           | 2                     | 3                     | -                              | -                              | -                              | 17    | 4     |
| 1988-1989             | AC Fiorentina (prêt)         | Serie A               | 30          | 14          | 5                     | 2                     | -                              | -                              | -                              | 35    | 16    |
| 1989-1990             | Milan AC                     | Serie A               | 13          | 2           | 4                     | 2                     | C1                             | 5                              | 2                              | 22    | 6     |
| 1990-1991             | AC Fiorentina                | Serie A               | 23          | 1           | 1                     | 1                     | -                              | -                              | -                              | 24    | 2     |
| 1991-1992             | AC Fiorentina                | Serie A               | 14          | 3           | 4                     | 2                     | -                              | -                              | -                              | 18    | 5     |
| 1992-1993             | Pescara Calcio               | Serie A               | 28          | 9           | 1                     | 2                     | -                              | -                              | -                              | 29    | 11    |
| 1993-1994             | Pescara Calcio               | Serie B               | 7           | 2           | 0                     | 0                     | -                              | -                              | -                              | 7     | 2     |
| 1993-1994             | Udinese Calcio               | Serie A               | 12          | 5           | 1                     | 0                     | -                              | -                              | -                              | 13    | 5     |
| 1994-1995             | Brescia Calcio (prêt)        | Serie A               | 14          | 0           | 0                     | 0                     | -                              | -                              | -                              | 14    | 0     |
| 1995-1996             | Udinese Calcio               | Serie A               | 7           | 0           | 0                     | 0                     | -                              | -                              | -                              | 7     | 0     |
| Total sur la carrière | Total sur la carrière        | Total sur la carrière | 278         | 65          | 40                    | 15                    | -                              | 5                              | 2                              | 323   | 82    |

## Palmarès
- AC Milan
  - Ligue des champions : 1990
  - Supercoupe d'Europe : 1990
  - Coupe intercontinentale : 1990

## Sources
- (it) Cet article est partiellement ou en totalité issu de l’article de Wikipédia en italien intitulé « Stefano Borgonovo » (voir la liste des auteurs).